# Stefan Uroš I
Stefan Uroš I, född 1223, död 1277, var Serbiens regent från 1243 till 1276.